# Frits Schalij
Frits Schalij (* 14. srpna 1957 Weesp) je bývalý nizozemský rychlobruslař.
V roce 1977 se zúčastnil světového juniorského šampionátu, v dalších letech startoval na domácích nebo méně významných akcích. Na světovém vícebojařském šampionátu debutoval v roce 1980. Během následujících ročníků se na mistrovstvích světa i Evropy pohyboval těsně pod stupni vítězů. Cenný kov poprvé vybojoval na kontinentálním šampionátu 1984, kde získal bronz. Zúčastnil se Zimních olympijských her 1984 (1500 m – 10. místo, 5000 m – 17. místo). Z ME 1985 si přivezl stříbrnou medaili, na MS ve víceboji 1985 byl čtvrtý. V roce 1985 začal startovat ve Světovém poháru. Poslední závody absolvoval v roce 1987.